# 绿色—左翼阵线

绿色—左翼阵线标志

绿色—左翼阵线是塞尔维亚的一个绿党。该党于2023年7月14日成立，并在同年8月10日获得注册政党资格；它是“不要让贝尔格莱德沦陷”协会和4个地方公民团体的继承者。该党是2023年塞尔维亚抗议的组织者之一，后来成为塞尔维亚反对暴力联盟的一部分。作为一个左翼政党，该党宣称支持团结、社会正义和环境保护。该党是进步国际的成员和欧洲绿党的候选成员。